# Protapirus
Il protapiro (gen. Protapirus) è un mammifero perissodattilo estinto, appartenente ai tapiridi. Visse tra l’Eocene superiore e il Miocene inferiore (circa 38-20 milioni di anni fa) e i suoi resti fossili sono stati ritrovati in Europa, Nordamerica e Asia.

## Descrizione
Questo animale era molto più piccolo di un tapiro attuale (poco più di metà della taglia), ma l’aspetto complessivo doveva richiamare le specie odierne. Erano presenti canini a forma di piccole zanne, sia nella mascella che nella mandibola, ma gli incisivi superiori esterni non erano ancora divenuti simili a canini, come avviene invece nelle forme odierne di tapiri. I denti della zona delle guance (premolari e molari) erano molto simili a quelli dei tapiri attuali, ma non tutti i premolari avevano assunto la forma e la taglia dei molari. 
Nel cranio, le ossa nasali avevano iniziato già ad accorciarsi, ed è probabile che in Protapirus (almeno in alcune specie) fosse presente una corta proboscide. Lo scheletro postcranico, benché imperfettamente conosciuto, mostra una notevole somiglianza con quello dei tapiri attuali, anche se le ossa erano molto più piccole e proporzionalmente più leggere. La mano possedeva quattro dita; il primo dito era scomparso, mentre il quinto era ridotto (una condizione simile a quella che si riscontra nel tapiro malese, Acrocodia indica) e probabilmente non aveva la funzione di reggere il peso (Colbert e Schoch, 1998).

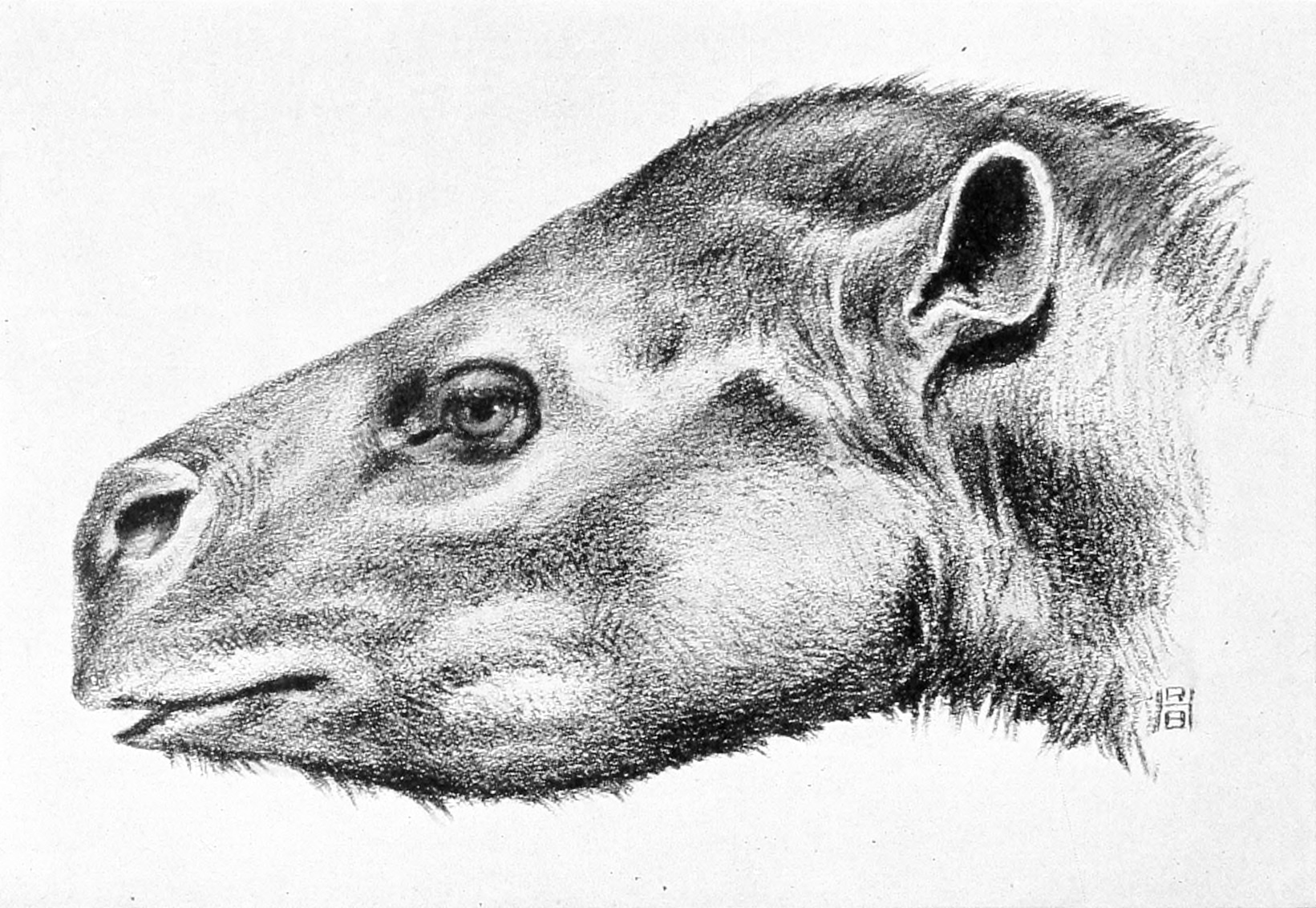
Ricostruzione della testa di P. simplex

## Classificazione
I primi fossili di questo animale vennero scoperti nel famoso giacimento francese di Quercy, risalente alla transizione Eocene/Oligocene, e furono inizialmente attribuiti da Filhol al genere attuale Tapirus (T. priscus), nel 1874. Tre anni dopo, lo stesso Filhol istituì il genere Protapirus per accogliere questi resti. Attualmente Protapirus è considerato una delle forme più basali della famiglia dei tapiridi, ed è possibile che sia ancestrale a numerose altre forme di tapiri estinti del Nordamerica e dell'Eurasia. 

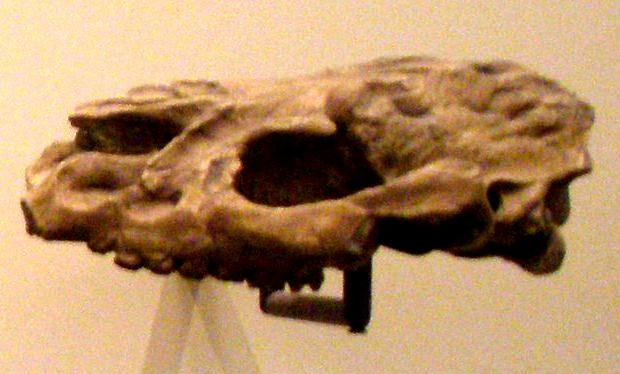
Cranio di Protapirus proveniente dal Nordamerica

Oltre alla specie tipo Protapirus priscus, sono state poi descritte numerose altre specie attribuite a questo genere: in Europa sono note P. bavaricus (Oligocene medio-superiore, tipico della Germania e della Svizzera), P. aginensis (Oligocene superiore della Francia), P. douvillei (Miocene inferiore della Francia e della Svizzera, precedentemente noto come Palaeotapirus) e P. cetinensis (Miocene inferiore della Spagna). Sembra che quest'ultima specie fosse strettamente imparentata con P. aginensis e potrebbe essere derivata da P. bavaricus durante l'Oligocene superiore, durante una fase di migrazione faunistica sporadica tra la Francia e la penisola iberica, testimoniata anche dal successivo arrivo in Spagna dell'equide Anchitherium (Costeur, 2009). 

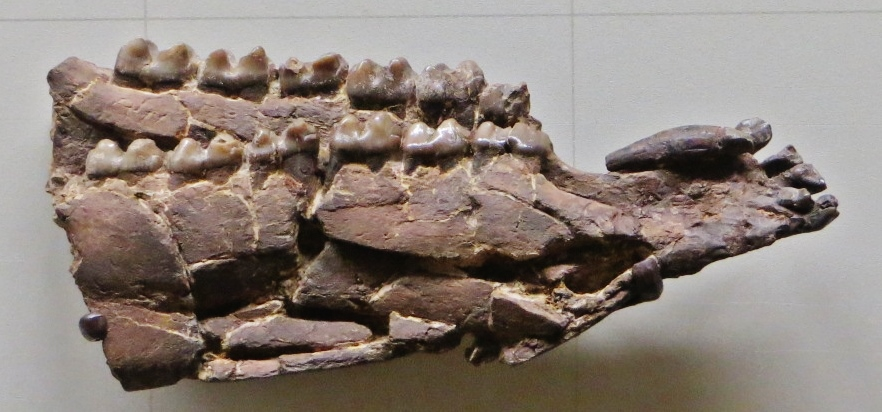
Mandibola di Protapirus (=Palaeotapirus) douvillei

Numerosi fossili attribuiti al genere Protapirus sono stati rinvenuti anche in Nordamerica: P. simplex, P. obliquidens e P. validus sembrerebbero essere apparse in questo continente già nell'Eocene superiore ma si estinsero prima della fine dell'Oligocene. La specie P. robustus è stata inclusa nel genere arcaico Nexuotapirus. In Asia è nota invece P. gromovae proveniente dall'Oligocene del Kazakhstan. Affini a Protapirus sono Colodon e Plesiocolopirus; il primo, in particolare, potrebbe essere stato una forma transizionale verso le forme più evolute di tapiri, a causa di alcune particolarità del cranio a livello delle ossa nasali non riscontrabili in Protapirus.